# 新生瀬大橋
新生瀬大橋（しんなまぜおおはし）は、兵庫県西宮市生瀬町 - 生瀬東町にある武庫川にかかる国道176号（兵庫県道51号重複）の橋。

## 概要
交通容量が飽和状態となった生瀬橋のバイパスとして建設され、2001年（平成13年）4月に供用開始。
片側2車線。ただし大阪方面からの西向きの場合は途中で車線が減少する。
橋の西側付近でJR福知山線と立体交差している。新生瀬大橋が完成する前、国道176号は生瀬橋を通り、両岸で折れていた。
諸元
- 形式：桁橋
- 延長：約900m（アプローチ部含む）
- 幅員：約21m（車道4車線分+片側歩道）

## 周辺
- 中国自動車道宝塚西トンネル
- JR生瀬駅